# Чорна смуга (фільм, 2018)
Чорна смуга (фр. Fleuve noir) — французький фільм-трилер 2018 року режисера Еріка Зонки. Головні ролі виконали Венсан Кассель, Ромен Дюріс і Сандрін Кіберлен. Сюжет фільму заснований на романі ізраїльського письменника Дрора Мішані «Метод інспектора Авраама».

## Сюжет
Фільм розповідає про розслідування зникнення шістнадцятирічного підлітка Дені Арно. Справу доручено комісару Франсуа Вісконті, що має проблеми з алкоголем і незацікавлений в справі. Згодом в інспектора виникають почуття до матері зниклого. Розслідування розгортається між помилковими слідами і втручанням Яна Беллеля, вчителя підлітка, якого Вісконті підозрює в сексуальних відносинах з Дені і вважає відповідальним за його зникнення.

## Акторський склад
| Актор            | Роль             |
| ---------------- | ---------------- |
| Венсан Кассель   | Франсуа Вісконті |
| Ромен Дюріс      | Ян Беллель       |
| Сандрін Кіберлен | Соланж Арно      |
| Шарль Берлен     | Марк             |
| Елоді Буше       | Лола Беллель     |
| Афсія Ерзі       | Шерифа           |
| Жером Кулі       | Рафаель Арно     |
| Лорена Тельє     | Марі Арно        |